# Torsvi kyrka
Torsvi kyrka är en kyrkobyggnad som tillhör Veckholms församling i Uppsala stift. Före församlingssammanslagningen 2006 ingick kyrkan i Torsvi församling. Kyrkan ligger på södra sidan om en bergsluttning, två och en halv mil sydost om Enköping.

## Kyrkobyggnaden
Torsvi kyrka är en salkyrka bestående av ett rektangulärt långhus, med sakristia i nordost och ett litet vapenhus i sydväst. Långhus och sakristia är uppförda av gråsten i stora valda och kluvna block, medan vapenhuset är byggt av trä. Gavelröstena är höga och spetsiga och pryds av tegelblinderingar. Kyrkan har medeltida ursprung, men dess ålder är något osäker. Södra portalen som leder in till kyrkorummet är av romansk typ med hög resning och omfattning av tegel. Kyrkorummets innertak har ett tunnvalv av trä medan sakristians innertak har ett stjärnvalv av tegel.

### Tillkomst och medeltida ombyggnader
Kyrkobyggnadens äldsta del är långhuset, som länge ansågs vara uppfört vid slutet av 1200-talet. Under senare tid har en omdatering gjorts och numera anser man att långhuset uppfördes på 1400-talet. Sakristian, som inte ligger i förband med långhuset, är daterad till 1400-talets sista fjärdedel. Ursprungliga kyrkan hade två fönsteröppningar, en åt söder och en åt öster. Möjligen fanns en fönsteröppning åt väster. Mot norr fanns inget fönster.

### Senare ombyggnader
Man har funnit rester av ett litet medeltida trävapenhus som finns avbildat på en avritning från 1684. Ett nytt vapenhus uppfördes 1696 som 1812 fick lämna plats för det nuvarande.
Ett fönster mot norr togs upp år 1724.
På kyrktaket finns två vindflöjlar som bär årtalet 1741, vilket anger tidpunkten för en omfattande takreparation. Efter en eldsvåda 1763 genomfördes en ännu större reparation.
Kyrkorummets nuvarande tak av gipsade brädor tillkom 1758. Möjligen fanns här tidigare tegelvalv eller någon annan typ av valv, men uppgifter om kyrkans ursprungliga innertak saknas. Nuvarande slutna bänkinredning tillkom 1759, men främre bänken i respektive rad är äldre än så. En större restaurering utfördes åren 1784-1785, då alla fönsteröppningar förstorades och fick sin nuvarande form. Interiören fick då sin nuvarande karaktär. 1811 slog blixten ned i kyrkan, vilket medförde skador i interiör och inredning. 1858 slog blixten ned igen, mitt under pågående gudstjänst. En del mindre förbättringar gjordes därefter, bland annat monterades åskledare in. Kyrkan restaurerades åren 1926 och 1954.

## Inventarier
- Altarskåpet med flera skulpturer tillverkades i östra Tyskland under 1400-talets sista fjärdedel. I mittpartiet står skulptur av Maria med barnet. Till vänster om henne står S:ta Hedvig och till höger S:ta Elisabeth. På dörrarna finns skulpturer av de tolv apostlarna. Vid skåpets restaurering 1949 nytillverkades aposteln längst till vänster på högra dörrens översta rad. Altarskåpet är en gåva av Magnus Gabriel De la Gardie.
- På korets norra vägg hänger ett processionskrucifix som är ett svenskt arbete från början av 1400-talet.
- Tre skulpturer från senmedeltiden finns på kyrkans sydvägg.
- Den rikt skulpterade predikstolen skänktes till kyrkan 1645 av ståthållaren Johan Persson Utter. Hans vapen finns bland andra på ljudtakets krön. På den flersidiga korgen finns Kristus och de fyra evangelisterna avbildade och på hörnen finns apostlar. Predikstolen fanns tidigare vid långhusets södra sida, men flyttades till sin nuvarande plats vid en restaurering 1784. Tillhörande timglas är från första hälften av 1700-talet.
- Johan Persson Utters begravningsvapen hänger på norra väggen. Själv har han sin gravplats i koret under en gravhäll av huggen röd kalksten.
- En altartavla av ovanligt slag är målad av olja på trä och består av ett mittparti med två flygeldörrar. I mittpartiet skildras Golgatadramat och därunder finns en inskriftstavla med året 1628. På högra flygeln finns en kvinnofigur med strålgloria som står på ett klot med inskrift THEAKEL. Kvinnofiguren har en krona i ena handen och en palmkvist i den andra. På vänsta flygeln finns en kvinnofigur med spira och palmkvist som liksom den högra står på ett klot. På klotet finns inskriften MITTARON. Altartavlan, som förvaras i sakristian, härstammar från Östeuropa och är troligen krigsbyte.
- En dopskål av förgyllt silver är tillverkad år 1700 av guldsmeden Johan Lund i Stockholm och enligt en inskrift skänkt till kyrkan 1759. Ett dopställ av trä är anskaffat 1761.
- Ett nattvardskärl med sexpassformad fot är från slutet av 1500-talet. Dess skål gjordes om 1724. Tillhörande paten är också från slutet av 1500-talet.
- En håv härstammar från 1600-talet och en röd mässhake från 1700-talet.

### Orgel
- Orgeln byggdes 1846 av Pehr Gullbergson, Lillkyrka. Orgeln är mekanisk med slejflåda och har ett tonomfång på 54/27. Orgeln står på ett podium i västra delen av kyrkan. Orgeln invigdes 16 augusti 1846. 1946 tillbyggdes orgeln med Subbas 16' av Åkerman & Lunds Nya Orgelfabriks AB, Sundbybergs stad.

| Manual             | Pedal             | Koppel  |
| Principal 8' D     | Subbas 16' (1946) | Man/Ped |
| Vox candida 8' B/D |                   |         |
| Gedagt 8' B/D      |                   |         |
| Octava 4'          |                   |         |
| Fleut 4'           |                   |         |
| Octava 2'          |                   |         |

## Omgivning
- Kyrkogården omges av en bogårdsmur som är uppförd åren 1777-1780 av dalkarlar. Bogårdsmuren ersatte en tidigare inhägnad som troligen var av trä. Samtida med bogårdsmuren är stigluckan i öster som är byggd av spritputsat tegel.
- Strax nordost om kyrkan finns klockstapeln som uppfördes åren 1767-1771. Material från en äldre stapel återanvändes. Gamla stapeln var en öppen klockbock som troligen var byggd 1653. Årtalet 1653 står på vindflöjeln. Stapeln har spånklätt pyramidtak som kröns av en liten lanternin. Av kyrkklockorna är storklockan gjuten 1709 och lillklockan 1647.
- På en höjd strax norr om kyrkan ligger Torsvi gård vars huvudbyggnad är från 1780-talet.

## Bildgalleri

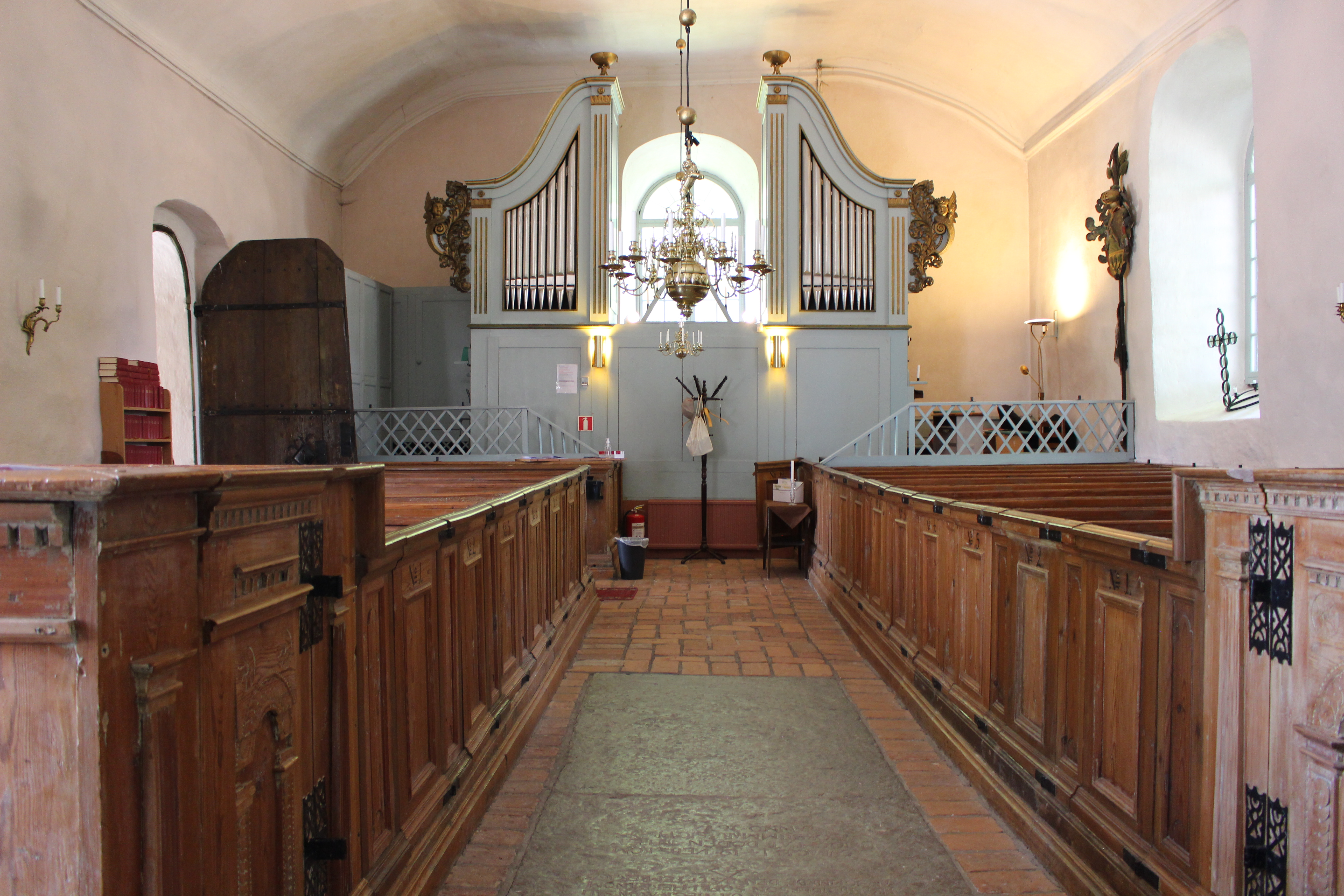
Kyrkorum mot väster.
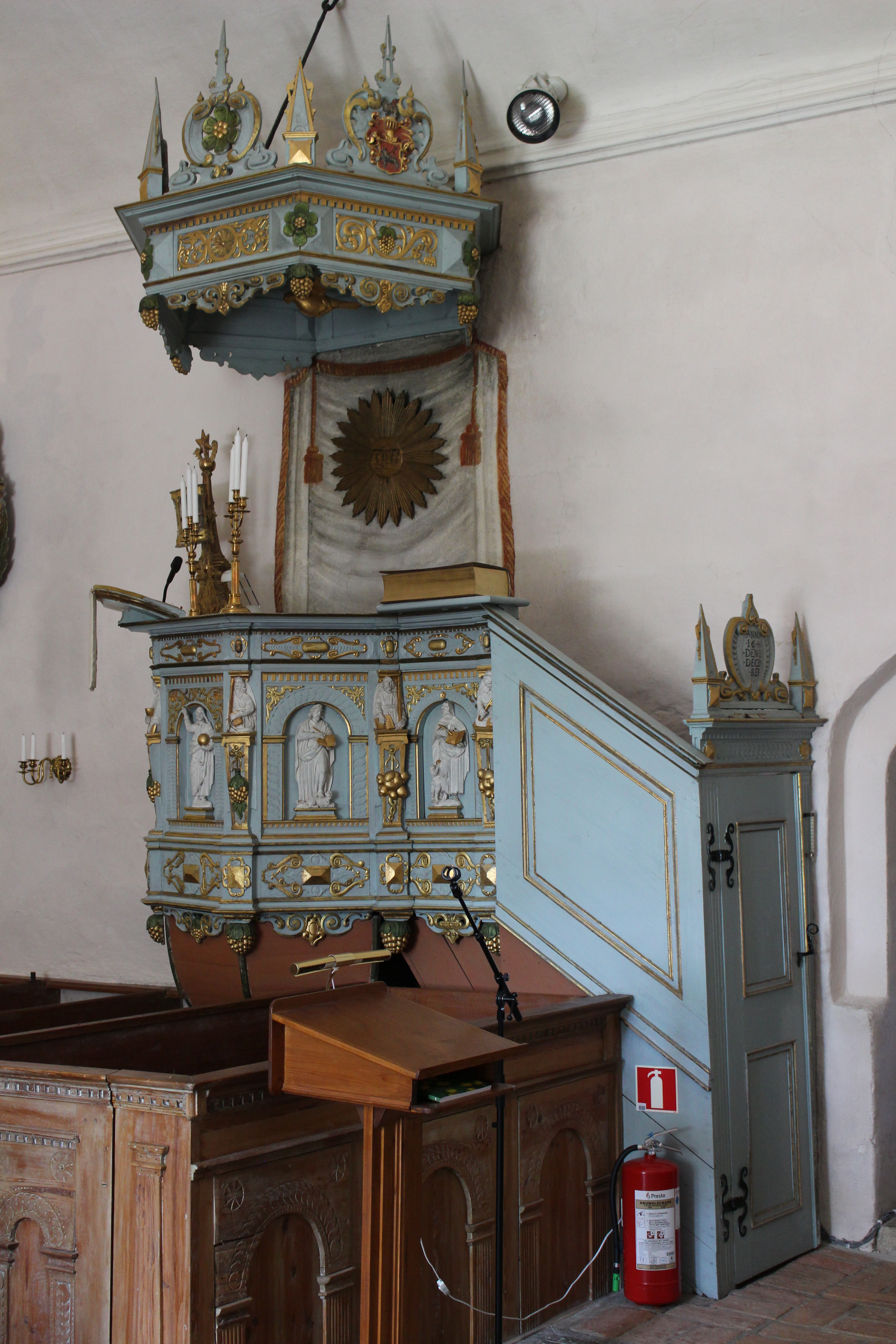
Predikstolen
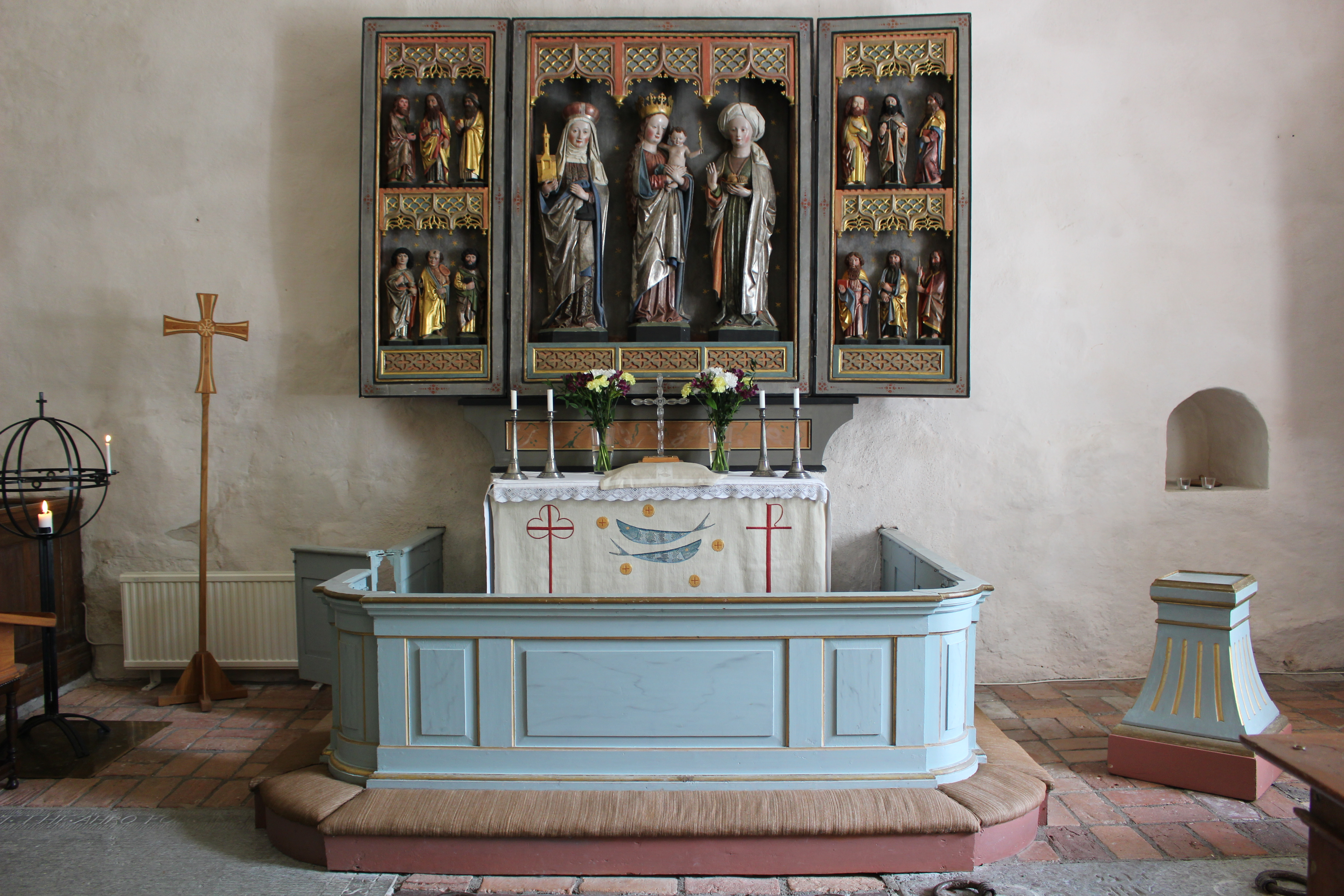
Koret
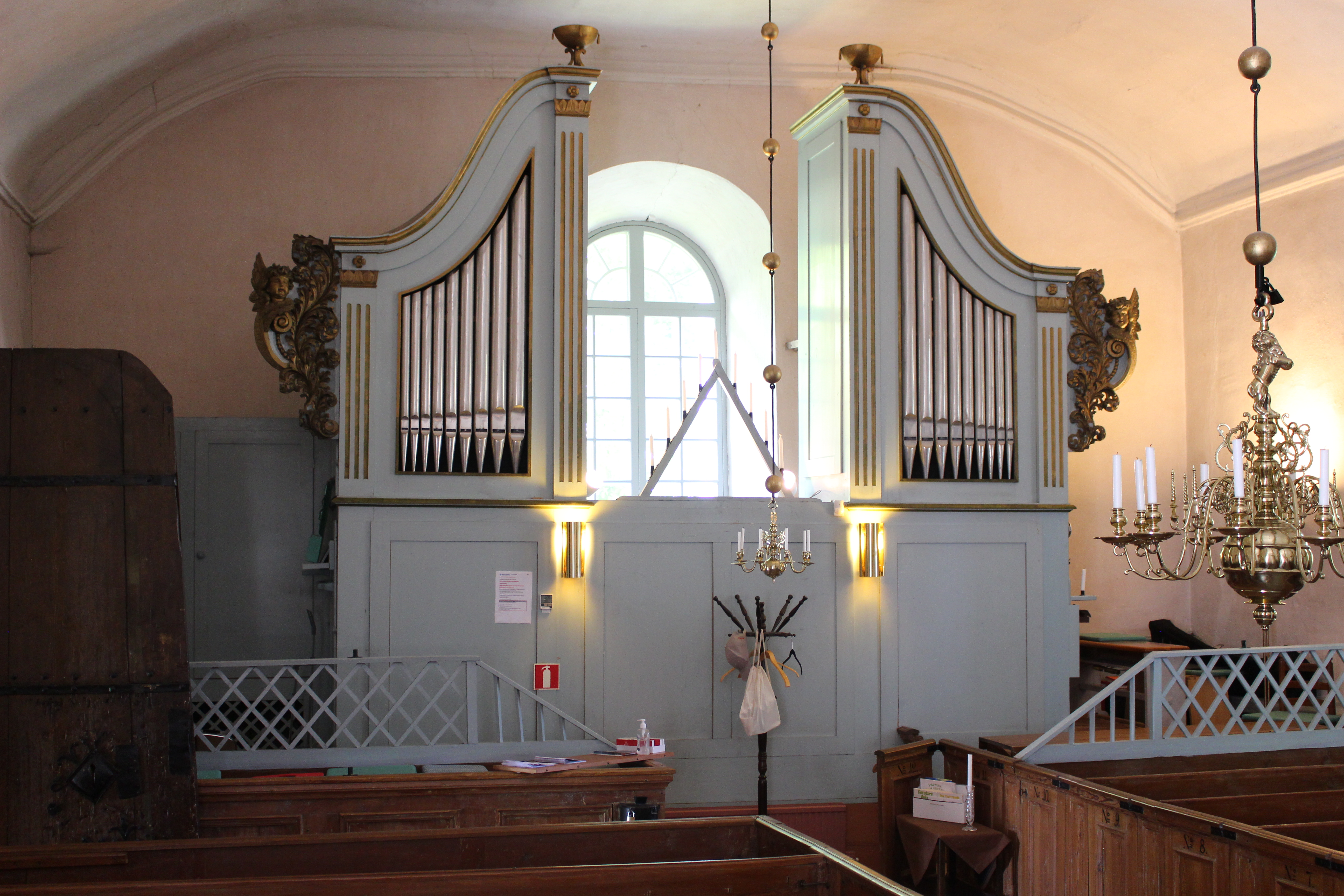
Orgeln
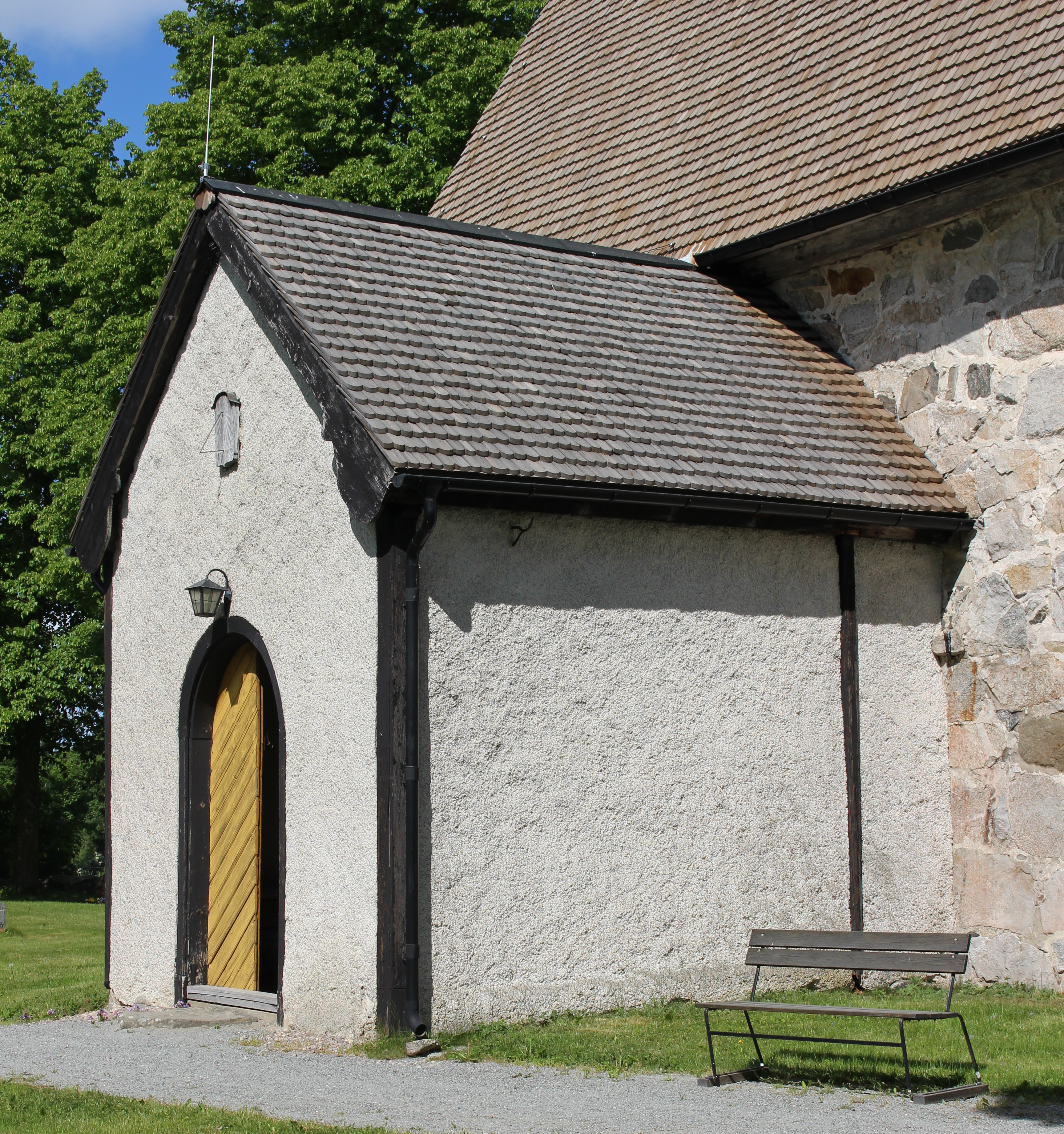
Vapenhuset
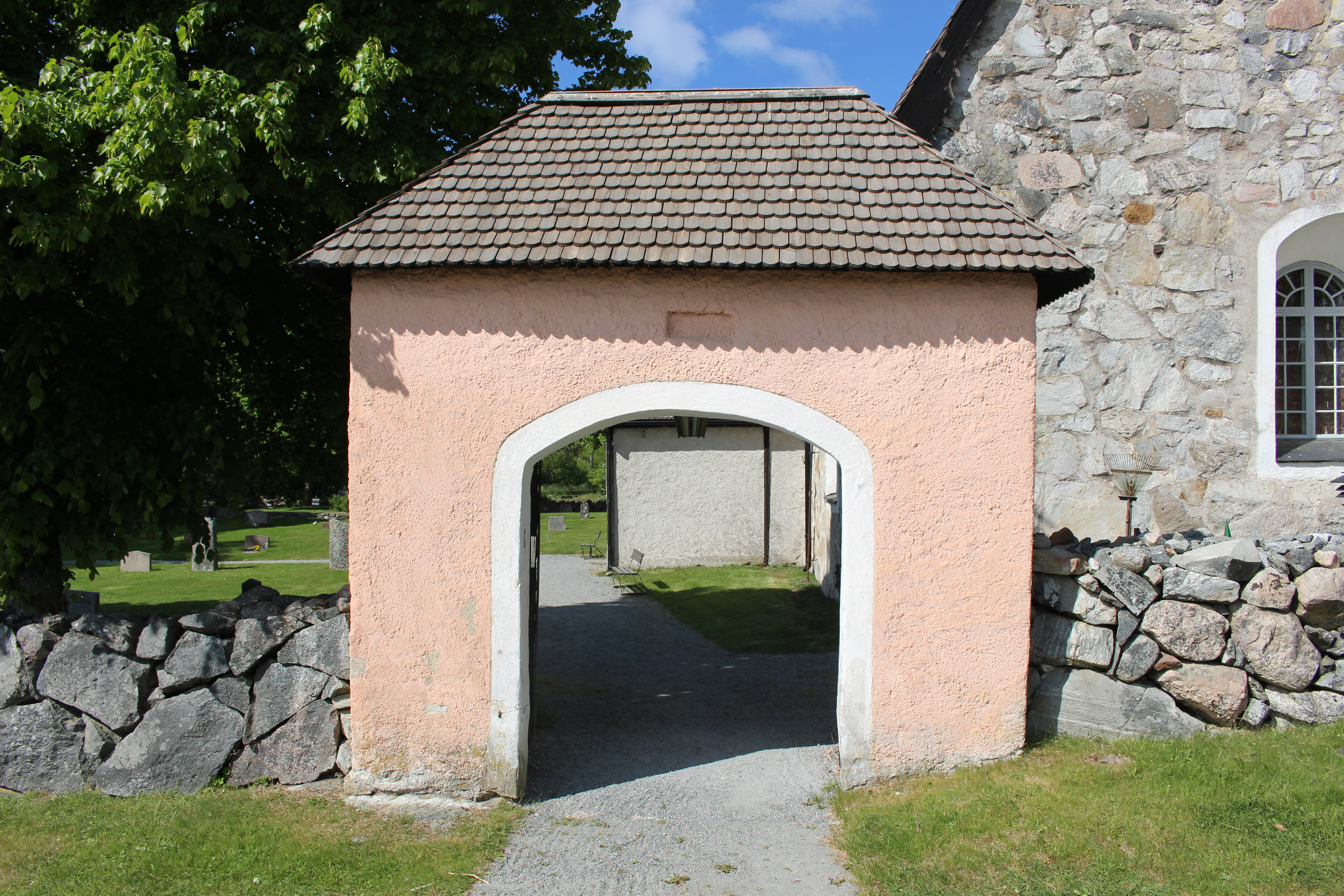
Stigluckan
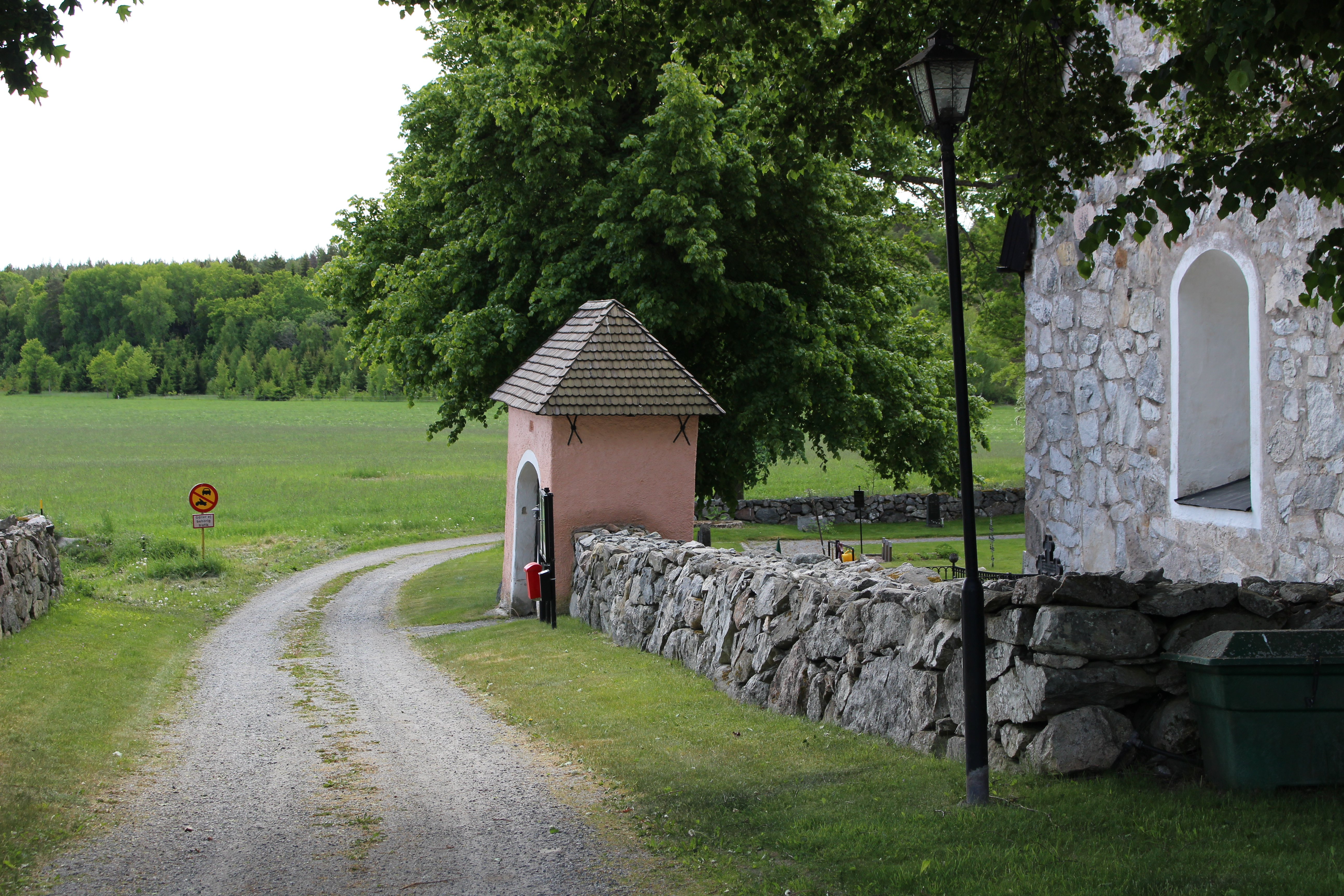
Kyrkan med stigluckan
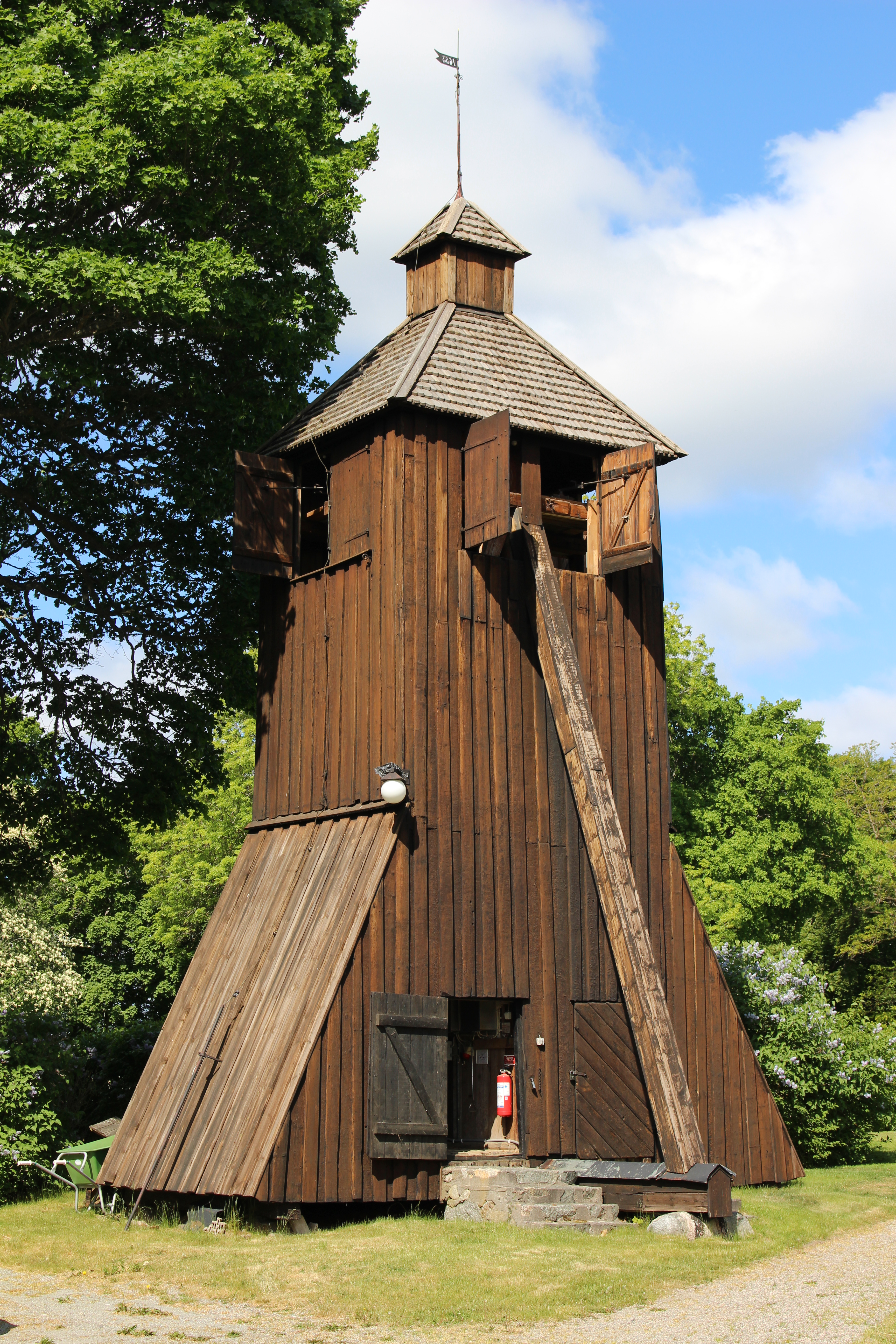
Klockstapeln

### Webbkällor
- byggnadspresentation
- Veckholms pastorat informerar